# Bárbara Sánchez
Bárbara Sánchez Romero (El Tigre, Estado Anzoátegui, Venezuela; 4 de diciembre de 1985) también conocida como Amazing Bárbara, es una animadora, actriz y modelo venezolana.

## Biografía
Nació en la zona oriental de Venezuela, en la ciudad de El Tigre, Municipio Simón Rodríguez, en el Estado Estado Anzoátegui. En 2006 a los 21 años edad participó en el concurso Miss Venezuela representando al Estado Amazonas donde ocupando el puesto de segunda finalista. Asistió al certamen Reina Sudamericana 2006, donde no clasificó.

## Carrera artística
Comenzó su carrera como animadora en Televen como ancla del segmento de espectáculo del Noticiero Televen Lo Actual donde compartió por 5 años con distintas compañeras como Ly Jonaitis, Pamela Djalil, Daniela  Di Giacomo y donde obtuvo gran relevancia dentro del medio artístico venezolano. Luego de su salida de Televen, estuvo en Súper Sábado Sensacional en la sección Buscando Una Estrella, luego de terminar la temporada, se mudó para Buenos Aires, Argentina para estar en Conexión América (programa que transmitía DIRECTV Sports), ella hacía 2 ediciones, la primera edición era en la mañana junto al argentino Hernán Feler, y la segunda edición era con el venezolano Pedro Bozo. En el 2013 el programa salió del aire. En el 2016 luego de la salida del programa radial Giga Blog de Vanessa Carmona y Enrique Guart, es Sánchez junto al animador Arnaldo Albornoz quienes asumirán el proyecto hasta el 14 de enero de 2017 tras la muerte del también actor Arnaldo Albornoz, en su reemplazo el animador DIGBER ENRÍQUEZ DÁVILA es quien acompaña a Sánchez.